# Caenis lactea
Caenis lactea is een haft uit de familie Caenidae. De wetenschappelijke naam van de soort is voor het eerst geldig gepubliceerd in 1839 door Burmeister.
De soort komt voor in het Palearctisch gebied.